# Giovanni Tirinnanzi
Giovanni Tirinnanzi OFMCap (ur. 28 marca 1869 we Florencji we Włoszech, zm. 27 stycznia 1949 tamże) – włoski duchowny rzymskokatolicki, kapucyn, misjonarz, wikariusz apostolski Arabii.

## Biografia
4 stycznia 1887 wstąpił do nowicjatu Zakonu Braci Mniejszych Kapucynów. 20 lutego 1891 złożył śluby zakonne i 11 października 1891 otrzymał święcenia prezbiteriatu. 25 grudnia 1894 wyjechał do Agry w Indiach Brytyjskich, gdzie kierował stacjami misyjnymi. Był przełożonym nowicjatu w Sardhanie, a następnie wikariuszem generalnym archidiecezji Agra.
2 lipca 1937 papież Pius XI mianował go wikariuszem apostolskim Arabii oraz biskupem tytularnym Gazy. 28 października 1937 przyjął sakrę biskupią z rąk arcybiskupa Agry Evangelisty Latino Enrico Vanniego OFMCap. Współkonsekratorami byli biskup Allahabadu Giuseppe Angelo Poli OFMCap oraz biskup Ajmeru Mathurin-Pie Le Ruyet OFMCap.
7 listopada 1937 przybył do Adenu - ówczesnej siedziby wikariatu apostolskiego Arabii. Wikariat apostolski Arabii miał ówcześnie jedynie czterech kapłanów. Większość wiernych pochodziła z Indii, a środowisko muzułmańskie było wrogo nastawione do katolików. Działalność Kościoła ograniczała się głównie do Adenu, co bp Tirinnanzi chciał zmienić.
Za jego pontyfikatu działalność misyjna po raz pierwszy dotarła na tereny położone przy Zatoce Perskiej. Utworzył placówkę misyjną w Somalii. Szczególną opieką otaczał szkolnictwo katolickie, które było dostępne dla wszystkich (chwalone było m.in. przez Żydów). Potwierdził istnienie niektórych chrześcijańskich plemion we wnętrzu Arabii, do których nie można było dotrzeć.
10 czerwca 1940 z powodu wojny musiał powrócić do ojczyzny (Aden znajdował się pod kontrolą Brytyjczyków prowadzących wojnę z Włochami, których obywatelem był bp Tirinnanzi). Powrócił na misję w 1947. 21 października 1948 zrezygnował z urzędu z powodu złego stanu zdrowia i powrócił do rodzinnej Florencji, gdzie zmarł 27 stycznia 1949.